# Jungle
Jungle är en elektronisk musikgenre och har ett ursprung från Storbritanniens breakbeat-, hardcore- och rave-scen under början av 1990-talet. Jungle hade sin storhetstid mellan 1993 och 1995 och utvecklades till vad som numera kallas Drum and bass.
Jungle kategoriseras av uppklippta breakbeats (ofta Amen break) i ett snabbt tempo (runt 170 BPM), raggamuffin-sång, ljudeffekter som ekon och reverb traditionellt använda i musikstilen dub, och djup sub-bas hämtat från reggaens soundsystems.